# San Giovannino della Staffa

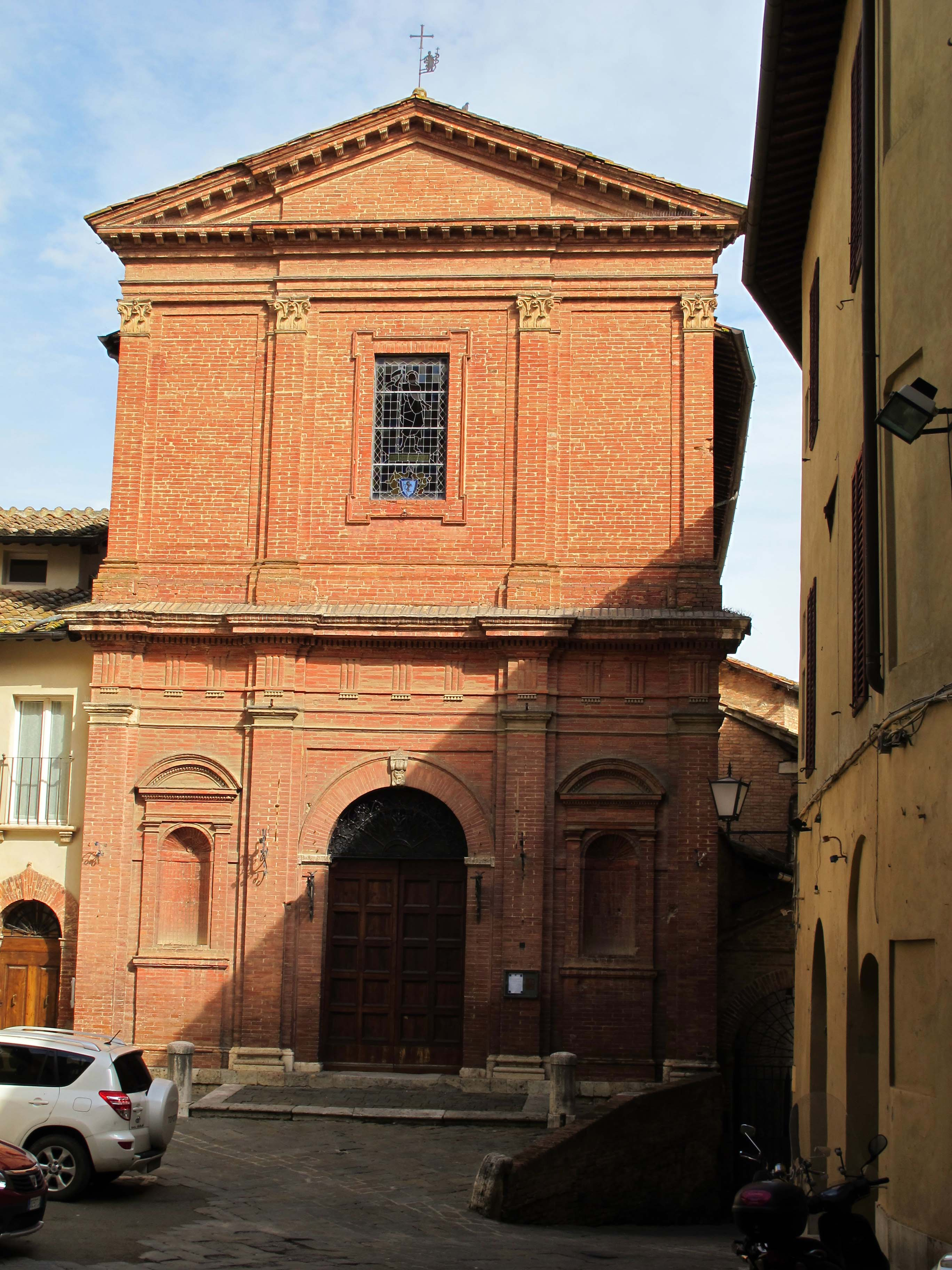
Voorgevel

San Giovannino della Staffa, ook bekend als San Giovannino in Pantaneto, is een rooms-katholieke kerk in renaissancestijl aan de Piazetta Virgilio Grassi, in de Contrada del Leocorno, in de Italiaanse stad Siena, regio Toscane.  

## Geschiedenis
Sinds de 13e eeuw bevond zich op deze plaats een romaanse kerk, toegewijd aan Johannes de Doper. Dit gebouw werd in de eerste helft van de 16e eeuw herbouwd. De opdracht hiervoor werd gegeven door de Compagnia Laicale di San Giovanni Battista en de bouw zou geleid zijn door de architect Giovanni Battista Pelori, een leerling van Baldassarre Peruzzi. De bakstenen gevel was voltooid in 1537, maar aan het kerkgebouw zelf werd verder gewerkt gedurende de tweede helft van de 16e eeuw. Pas in de jaren 1590 begon men aan de binnenafwerking van de kerk met onder meer de bouw van het koorgestoelte.
Het district Leocorno gebruikte aanvankelijk een kapel van de kerk voor zijn vergaderingen. Dit gebeurde met de goedkeuring van de Compagnia di San Giovanni Battista gedurende twee periodes, namelijk tussen 1700 en 1720 en tussen 1776 en 1869. Vanaf 1869 verhuisde het district naar de nabijgelegen kerk van San Giorgio en werd de San Giovannino della Staffa geleid door het Sienese bisdom. In 1966 kwam ze definitief in gebruik van het district via een overeenkomst met het bisdom.     

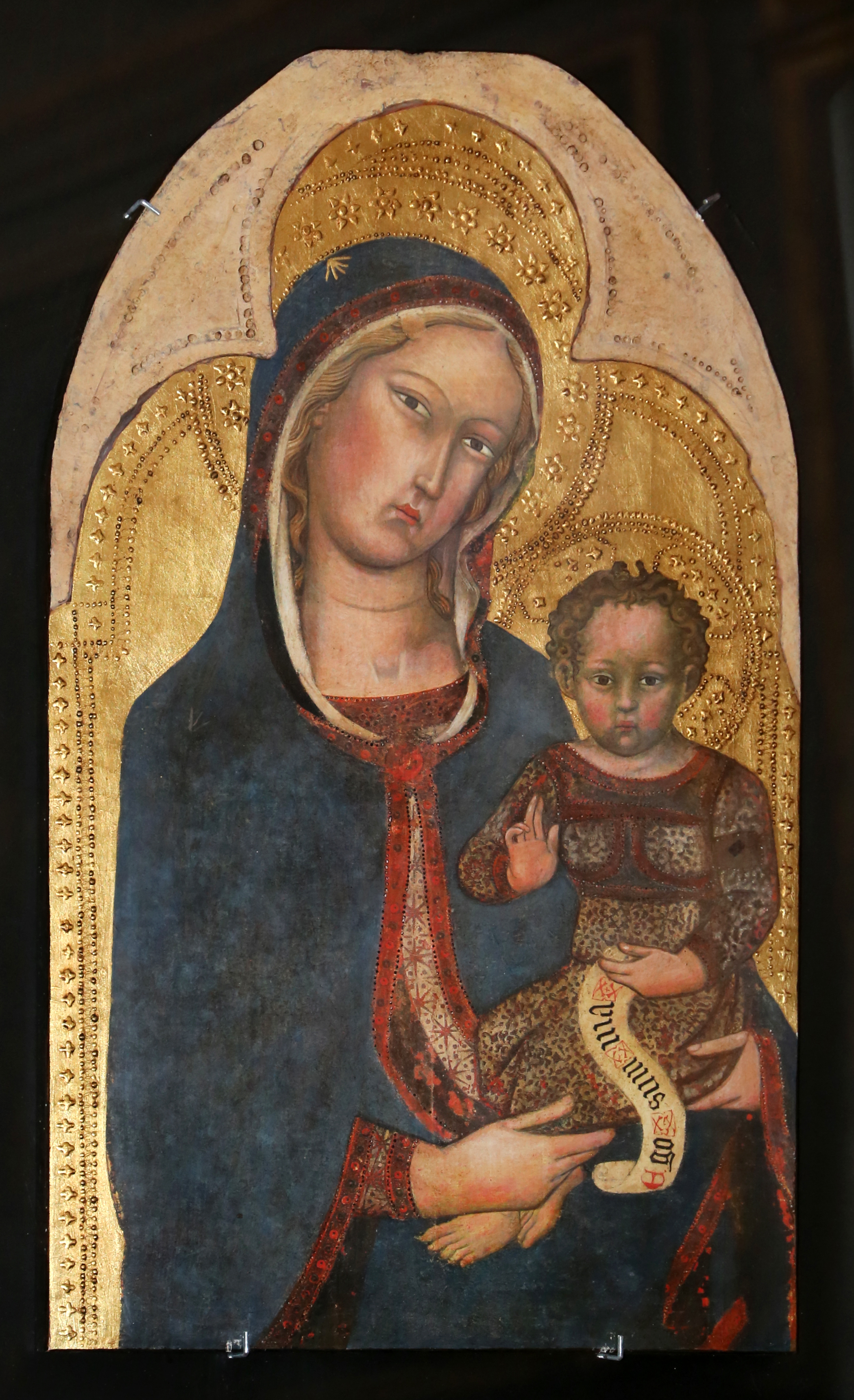
Francesco di Vannuccio, Madonna della pace.

## Kunstwerken
Tussen 1599 en 1600 schilderde Rutilio Manetti in opdracht van de Compagnia Laicale di San Giovanni Battista een processievaandel  voor de kerk met een afbeelding van het Doopsel van Christus op een zijde en Jezus die als kind Johannes de Doper zegent op de andere zijde. Op basis hiervan werden tussen 1599 en 1649 door verschillende schilders dertien werken gemaakt over hetzelfde onderwerp, die langs beide zijden in de kerk werden opgehangen. De twee zijden van de processiestandaard werden gescheiden  en opgehangen boven het hoofdaltaar en op de linker zijwand van de kerk. In 1639 werd de doop van Christus herwerkt door Rutilio Manetti en zijn atelier, er werden figuren aan toegevoegd. De kerk werd op die wijze een belangrijke galerij van de Sienese schilderkunst uit die tijd, waarvoor Dionisio Montorselli, Rutilio Manetti, Domenico Manetti, Giovan Battista Giustammiani bekend als il Francesino, Bernardino Mei, Raffaello Vanni, Deifebo Burbarini en Astolfo Petrazzi werken hebben geleverd.
Het hoofdaltaar (1609) is gebouwd door Flaminio del Turco. Het is versierd met een klein paneel uit het einde van de 14e eeuw, een Madonna della Pace van Francesco di Vannuccio.
In de vestibule van de kerk staat een terracotta beeld van Johannes de Doper van Guidoccio Cozzarelli en er hangt een doek met de Transito di san Giuseppe van Deifebo Burbarini.